# Ousmane N’Doye
Ousmane N’Doye (* 21. März 1978 in Thiès) ist ein ehemaliger senegalesischer Fußballspieler mit französischem Reisepass. Er ist seit dem 17. Dezember 2018 Trainer von CNS Cetate Deva in der Liga III, der dritthöchsten rumänischen Spielklasse.

## Karriere
N’Doye begann seine Karriere in der Heimat Senegal beim ASC Diaraf. 1998 wechselte er innerhalb der höchsten senegalesischen Spielklasse zum ASC Jeanne d’Arc. In vier Jahren in Dakar konnte N’Doye drei Meistertitel erringen. 2002 kehrte er Afrika vorläufig den Rücken und wechselte nach Europa, genauer nach Frankreich zum FC Toulouse.
Bereits im ersten Jahr konnte man in der Ligue 2 den Meistertitel erringen und stieg in die höchste Spielklasse Frankreichs, der Ligue 1 auf. In der darauffolgenden Saison spielte der Mittelfeldspieler bis zur Winterübertrittszeit weiterhin in Toulouse, ehe er an den FC Lorient verliehen wurde. Mit Platz vier wurde der Aufstieg um fünf Punkte verpasst.
Nach Ablauf der Leihe wechselte er nach Portugal zu GD Estoril Praia, dort spielte er nur eine Herbstsaison, ehe er innerhalb Portugals zum FC Penafiel wechselte. Mit Platz drei konnte der Verein in die höchste portugiesische Spielklasse aufsteigen. Nach einem weiteren halben Jahr bei Penafiel wurde N’Doye von Académica de Coimbra verpflichtet, wo am Ende der 14. Platz in der Endabrechnung fixiert werden konnte.
2006 wurde er an Al-Shabab nach Saudi-Arabien verliehen und in der Saison 2007/08 spielte der Senegalese bei Al-Ettifaq, wo man Vierter in der Liga wurde. Im Januar 2008 kehrte er nach Europa zurück und spielte ein Jahr beim FC Vaslui in Rumänien. Mit Platz sieben am Ende der Saison 2007/08 konnte sich der Verein für den UI-Cup qualifizieren. Nach einer weiteren Herbstsaison zog der Wandervogel weiter zu Dinamo Bukarest, wo am Ende der Saison 2008/09 der dritte Platz erreicht werden konnte.
Im Januar 2011 wechselte N’Doye zum Ligakonkurrenten Astra Ploiești. Ein Jahr später schloss er sich dem FC Vaslui, wo er die Spielzeit 2011/12 als Vizemeister hinter CFR Cluj beendete. Im Sommer 2013 heuerte er bei Aufsteiger Săgeata Năvodari an. Diesen verließ er Anfang 2014 bereits wieder zum ambitionierten Zweitligisten ASA Târgu Mureș, mit dem er am Saisonende in die Liga 1 aufstieg. Dort konnte er in der Spielzeit 2014/15 zwölf Tore erzielen und erreichte am Saisonende mit seinem Team die Vizemeisterschaft hinter Steaua Bukarest. War er zu Beginn der Saison noch Mannschaftskapitän, verlor er diesen Status nach einer Rotsperre. In der Saison 2015/16 kam er nur noch unregelmäßig zum Einsatz und stand gegen Ende der Spielzeit nicht mehr im Kader. N’Doye verließ Târgu Mureș im Sommer 2016 und wechselte zu CNS Cetate Deva in die Liga III. Hier verbrachte er eine Saison, pausierte dann für ein Jahr und schloss sich im September dem Viertligisten CSM Târgu Mureș an.
Aber schon im Dezember 2018 verließ er den Verein wieder und wurde bei seinem Ex-Klub CNS Cetate Deva als neuer Trainer vorgestellt.

### Nationalmannschaft
Für den Senegal spielte N’Doye bisher 27 Mal und erzielte ein Tor. Er nahm an den Afrika-Cups 2004 in Tunesien und 2008 in Ghana teil. 2004 kam er in zwei Gruppenspielen zum Einsatz, sowie 2008 in einem.

## Erfolge
- Senegalesischer Meister: 1999, 2001, 2002
- Aufstieg in die höchste französische Spielklasse: 2003
- Aufstieg in die höchste rumänische Spielklasse: 2014

## Sonstiges
Ousmane N’Doye ist der ältere Bruder von Dame N’Doye.